# Niezwykłe ranki Marcina Ranka
Niezwykłe ranki Marcina Ranka lub Marcin Ranek  lub Niespodzianka poranka (fr. Martin Matin) – francuski serial animowany, składający się z 78 13-minutowych odcinków, stworzony w 2002 roku przez Denisa Olivieri, Claude’a Prothée i Luca Vinciguerrę. Serial dawniej nadawany w TVP2 w godzinach porannych, w latach 2009–2010 można go było kupić na DVD pod tytułem Dzień dobry Marcin.

## Fabuła
Marcin, 9-letni chłopiec ma pewną dziwną cechę: codziennie rano budzi się jako ktoś inny, np. czarodziej, faraon, jaskiniowiec, wampir, superbohater, pirat. Dzięki temu przeżywa wiele ciekawych przygód, chodząc z przyjaciółmi do szkoły.

## Bohaterowie

### Główni
- Marcin Ranek (fr. Martin Matin) – Postać tytułowa. Ma rude włosy, a na nosie nosi okrągłe okulary. Jego normalny strój to czerwony t-shirt, szare spodnie oraz niebiesko-białe buty.
- Gromek (fr. Gromo) – najlepszy przyjaciel i fan transformacji Marcina. Zawsze przychodzi rano przed dom kolegi, żeby zobaczyć w kogo się zamienił oraz pójść z nim do szkoły. Kiedy Marcin prosi, aby nie mówił innym w szkole kim dziś jest, nie umie wytrzymać i na cały głos mówi: „Wiecie co? Marcin jest dziś...” Nosi blond włosy, pomarańczowy golf z żółtym zygzakiem, niebieskie spodnie oraz niebiesko-granatowe buty. Ma nadwagę.
- Roksana (fr. Roxane)– najlepsza przyjaciółka i dziewczyna Marcina. Jest o niego bardzo zazdrosna. Najlepsza uczennica w klasie. Uczestniczy w przygodach Marcina, choć czasami nie podobają jej się jego przemiany. Nosi niebieskie kwadratowe okulary oraz różowe klipsy. Ma blond włosy. Jej fryzura to dwa kucyki. Jest ubrana w różową bluzkę z krótkimi rękawkami, niebieską spódniczkę, białe skarpetki oraz różowe buty.
- Mama Marcina.
- Tata Marcina.
- Cierpki (fr. Graindesel) – wicedyrektor szkoły, do której uczęszcza główny bohater. Uważa że transformacje Marcina są poważnym zagrożeniem dla reputacji szkoły. Cierpki uważa, że dyrektor Korniszon jest zbyt pobłażliwy względem uczniów, szczególnie Marcina Ranka. Marzy o zajęciu miejsca dyrektora, dlatego często wysyła anonimy do kuratorium. Konfiskuje dużo rzeczy, choć czasem lubi ich używać. W jednym odcinku prawie zastrzelił Marcina, myśląc, że to kaczka.
- Korniszon (fr. Cornichon) – dyrektor szkoły. Lubi Marcina, choć czasem wymierza mu kary. Nie przeszkadzają mu transformacje ucznia.
- Pani Trzmiel – nauczycielka. Często oskarża chłopca o nieuczęszczanie na zajęcia. Czasem wysyła Roksanę po to, żeby odprowadziła Marcina do dyrektora.
- Romeo – chłopak nie lubiący Marcina, za to lubi Roksanę.
- Pani Śliwka – nauczycielka tańca. Nie lubi, jak Pan Pektoro naśmiewa się z Marcina.
- Pan Pektoro – nauczyciel WF-u. Dzieci go nie lubią.
- Pani Octowa – kobieta w podeszłym wieku, bardzo nie lubi Marcina, zwłaszcza gdy straszy jej psa, Sułtana. Mieszka na ulicy Głównej 33. Ma na imię Żaklina.
- Sułtan – pies Pani Octowej. Często szczeka na Marcina.

### Epizodyczni
- Smokon – smok mieszkający pod ziemią. Pojawił się w odcinku „Marcin Smok”, gdzie wyzwał Marcina na pojedynek.
- Patapow – lew. Wystąpił w odcinku „Marcin – poskramiacz lwów”.
- Żółty Pies – pies. Ciągle coś gada. Marcin najpierw go nie lubił, ale później się to zmieniło. Zwierzę odrobiło za Marcina karę. Występuje w odcinku „Pieski dzień”.
- Niebieski Marcin – przeciwieństwo Czerwonego Marcina. Jest klonem prawdziwego Marcina. Miły i kulturalny. Pojawił się w odcinku „Multi Marcin”.
- Czerwony Marcin – przeciwieństwo Niebieskiego Marcina. Również klon prawdziwego Marcina. Jest twardy, bojowy i niezbyt miły. Wystąpił w odcinku „Multi Marcin”.
- Kosmici – pojawiają się w niektórych odcinkach. Przeważnie są źli.
- Antoni – starzec, który wyjmuje zabawki ze śmietników i je naprawia.
- Mama Roksany – występuje w odcinkach „Książę Marcin” i „Dopóki piłka w grze”.

## Wersja polska

### Wersja TVP
Wersja polska: Studio Eurocom

Reżyseria: Dorota Prus-Małecka

Dialogi: 
- Joanna Kuryłko (odc. 1-5),
- Jakub Górnicki (odc. 6-7, 10-13, 26-30),
- Wojciech Szymański (odc. 8-9),
- Anna Niedźwiecka-Medek (odc. 14-25, 31-52)

Dźwięk i montaż: 
- Jacek Gładkowski (odc. 1-25, 40-52),
- Krzysztof Podolski (odc. 26-39)

Kierownictwo produkcji: Marzena Omen-Wiśniewska

Udział wzięli:
- Katarzyna Tatarak - Marcin Ranek
- Anna Apostolakis - Gromek
- Agnieszka Fajlhauer - Roksana
- Brygida Turowska - Romeo
- Janusz Wituch - 
  - Pan Pektoro
  - różne głosy
- Izabela Dąbrowska - 
  - Pani Trzmiel
  - różne głosy
- Paweł Szczesny
- Jarosław Domin - tata Marcina
- Rafał Walentowicz
- Stefan Knothe – pan Cierpki (pierwsze odcinki)
- Dorota Kawęcka – mama Marcina
- Cezary Kwieciński
- Wojciech Machnicki
- Anna Wiśniewska
- Mieczysław Morański - pan Cierpki (późniejsze odcinki)
- Robert Tondera
- Agata Gawrońska-Bauman

i inni
Lektor: Jacek Kopczyński

### Wersja DVD
Postaciom głosów użyczyli:
- Joanna Domańska – Nauczycielka klasy Marcina
- Julita Kożuszek-Borsuk – 
  - Roksana,
  - mama Marcina
- Justyna Kolenda
- Dariusz Błażejewski – nauczyciel Cierpki
- Jarosław Boberek – Marcin
- Andrzej Chudy
- Leszek Filipowicz – gadający klucz (odc. 18)
- Mikołaj Klimek – 
  - dyrektor szkoły Marcina,
  - Romeo
- Mirosław Wieprzewski
- Marek Włodarczyk – Gromek

Dialogi: Anna Niedźwiecka

Reżyseria i udźwiękowienie: Krzysztof Nawrot

Wersja polska: GMC Studio
Czołówkę śpiewali: Julita Kożuszek-Borsuk i inni
Lektor: Andrzej Chudy

## Spis odcinków
| Premiera odcinka | Nr | Polski tytuł z TVP            | Polski tytuł z DVD              | Francuski tytuł                  | Przypadek                                    |
| ---------------- | -- | ----------------------------- | ------------------------------- | -------------------------------- | -------------------------------------------- |
|                  |    |                               |                                 |                                  |                                              |
| SERIA PIERWSZA   |    |                               |                                 |                                  |                                              |
|                  |    |                               |                                 |                                  |                                              |
| 10.10.2006       | 01 | Mały smok                     | Marcin Smok                     | Tout feu, tout flamme            | Smok                                         |
|                  |    |                               |                                 |                                  |                                              |
| 10.10.2006       | 02 | Żółty Pies                    | Pieski dzień                    | Le chien jaune                   | Posiadanie Żółtego Psa                       |
|                  |    |                               |                                 |                                  |                                              |
| 11.10.2006       | 03 | Super Marcin                  | Super Marcin                    | Super Martin!                    | Superman                                     |
|                  |    |                               |                                 |                                  |                                              |
| 11.10.2006       | 04 | Koledzy klony                 | Multi Marcin                    | Copain copie !                   | Posiadanie klonów                            |
|                  |    |                               |                                 |                                  |                                              |
| 12.10.2006       | 05 | Marcin Pierwszy               | Jego Wysokość Marcin            | Martin 1er                       | Król                                         |
|                  |    |                               |                                 |                                  |                                              |
| 12.10.2006       | 06 | Jaskiniowiec                  | Marcin Jaskiniowiec             | Cromignon                        | Jaskiniowiec                                 |
|                  |    |                               |                                 |                                  |                                              |
| 13.10.2006       | 07 | Nosferatu Wampir              | Zaginiony Marcin                | Nosfémartin                      | Wampir                                       |
|                  |    |                               |                                 |                                  |                                              |
| 13.10.2006       | 08 | Marcin powraca z daleka       | Odyseja kosmiczna Marcina       | Martin revient de loin           | Kosmita                                      |
|                  |    |                               |                                 |                                  |                                              |
| 16.10.2006       | 09 | To nie takie trudne           | Książę Marcin                   | C'est pas sorcier                | Książę                                       |
|                  |    |                               |                                 |                                  |                                              |
| 16.10.2006       | 10 | Niech żyje dobry czarodziej   | Mag Marcin                      | À bon entendeur, salut!          | Czarodziej                                   |
|                  |    |                               |                                 |                                  |                                              |
| 17.10.2006       | 11 | Marcin Agent 008              | Marcin Agent 008                | Martin 008                       | Agent                                        |
|                  |    |                               |                                 |                                  |                                              |
| 17.10.2006       | 12 | Marcin na kursie tańca        | Panna Martynka                  | Martin entre dans la danse       | Dziewczyna                                   |
|                  |    |                               |                                 |                                  |                                              |
| 18.10.2006       | 13 | Marcin jest Egipcjaninem      | Marcin ze starożytnego Egiptu   | Martin l'Égyptien                | Egipcjanin                                   |
|                  |    |                               |                                 |                                  |                                              |
| 18.10.2006       | 14 | Mały, dobry diabełek          | Mały, dobry diabełek            | Un bon petit diable              | Diabeł                                       |
|                  |    |                               |                                 |                                  |                                              |
| 19.10.2006       | 15 | Gwiazda                       | Gwiazda                         | Martin en haut de l'affiche      | Bycie sławnym                                |
|                  |    |                               |                                 |                                  |                                              |
| 19.10.2006       | 16 | Jurajska przygoda             | Prehistoryczny kolega Marcina   | Jurassik aventure                | Posiadanie dinozaura                         |
|                  |    |                               |                                 |                                  |                                              |
| 20.10.2006       | 17 | Porwanie Roksany              | Marcin muszkieterem             | Un odieux enlèvement             | Muszkieter                                   |
|                  |    |                               |                                 |                                  |                                              |
| 20.10.2006       | 18 | Dziedzic                      | Gadający klucz                  | L’Héritier – Un amour de fantôme |                                              |
|                  |    |                               |                                 |                                  |                                              |
| 23.10.2006       | 19 | Marcin Paluch                 | Marcio Paluch                   | Comme trois pommes               | Bycie małym                                  |
|                  |    |                               |                                 |                                  |                                              |
| 23.10.2006       | 20 | Sherlock Marcin               | Sherlock Marcin                 | Sherlock Martin                  | Detektyw                                     |
|                  |    |                               |                                 |                                  |                                              |
| 24.10.2006       | 21 | Marcin i Dżin                 | Czarodziejska lampa Marcina     | Martin a du génie                | Posiadanie Dżina                             |
|                  |    |                               |                                 |                                  |                                              |
| 24.10.2006       | 22 | Robo – Marcin                 | Robo – Marcin                   | C'est trop robot pour être vrai  | Robot                                        |
|                  |    |                               |                                 |                                  |                                              |
| 25.10.2006       | 23 | Marcin Hood                   | Marcin - Hood                   | Martin des bois                  | Robin Hood                                   |
|                  |    |                               |                                 |                                  |                                              |
| 25.10.2006       | 24 | Dobra czarownica              | Eliksir miłosny Marcina         | Filtre d'amour                   | Czarownica                                   |
|                  |    |                               |                                 |                                  |                                              |
| 26.10.2006       | 25 | Marcin i cyrk                 | Marcin – poskramiacz lwów       | Martin circus                    | Treser lwów                                  |
|                  |    |                               |                                 |                                  |                                              |
| 26.10.2006       | 26 | Marcin Pechowiec              | Nieszczęśliwy dzień Marcina     | Rien ne va plus                  | Posiadanie pecha                             |
|                  |    |                               |                                 |                                  |                                              |
| 27.10.2006       | 27 | Marcin i Pani Octowa          | Marcin w średnim wieku          | Quand Mamie m’aimait             | Dorosły                                      |
|                  |    |                               |                                 |                                  |                                              |
| 27.10.2006       | 28 | Mission Impossible            | Niesamowity pan M.              | Mission Impossible               | Możliwość teleportacji                       |
|                  |    |                               |                                 |                                  |                                              |
| 13.11.2006       | 29 | Tajemnica Klucza              | Mac Marcin Mac Ranek            | Énigme à la clé                  | Szkot                                        |
|                  |    |                               |                                 |                                  |                                              |
| 13.11.2006       | 30 | Rywalki                       | Niebezpieczne związki Marcina   | Une fille en trop                | Nowa dziewczyna                              |
|                  |    |                               |                                 |                                  |                                              |
| 14.11.2006       | 31 | Szlachetny mistrz Marcin      | Marcin mistrzem ZEN             | Honorable maître Martin          | Mistrz ZEN                                   |
|                  |    |                               |                                 |                                  |                                              |
| 14.11.2006       | 32 | Marcin Włóczykij              | Ahoj, kamracie Marcinie         | Martin la bourlingue             | Pirat                                        |
|                  |    |                               |                                 |                                  |                                              |
| 15.11.2006       | 33 | Marcin Strażak                | Marcin Strażak                  | Martin pompier                   | Strażak                                      |
|                  |    |                               |                                 |                                  |                                              |
| 15.11.2006       | 34 | Rycerz Marcin                 | Rycerz Marcin                   | Martin chevalier                 | Rycerz                                       |
|                  |    |                               |                                 |                                  |                                              |
| 16.11.2006       | 35 | Na Dzikim Zachodzie           | Samotny kowboj                  | Complètement à l'Ouest           | Kowboj                                       |
|                  |    |                               |                                 |                                  |                                              |
| 16.11.2006       | 36 | I to ma być normalne?         | I to ma być normalne?           | Vous avez dit normal?            | Wszyscy są owadami, potem Marcin jest owadem |
|                  |    |                               |                                 |                                  |                                              |
| 16.11.2006       | 37 | Guru                          | Guru                            | Merci gourou                     | Fakir                                        |
|                  |    |                               |                                 |                                  |                                              |
| 16.11.2006       | 38 | Wróg publiczny numer jeden    | Wróg publiczny numer jeden      | Ennemi public                    | Więzień                                      |
|                  |    |                               |                                 |                                  |                                              |
| 20.11.2006       | 39 | Wybrany przez runy            | Wyprawa na kraj świata          | À Thor ou à raison               | Wiking                                       |
|                  |    |                               |                                 |                                  |                                              |
| 20.11.2006       | 40 | Kosmiczny wariat              | Kosmiczny wariat                | Saturne pas rond                 | Astronauta                                   |
|                  |    |                               |                                 |                                  |                                              |
| 21.11.2006       | 41 | Ale kino                      | Ale kino                        | C’est pas du cinéma              | Aktor                                        |
|                  |    |                               |                                 |                                  |                                              |
| 21.11.2006       | 42 | Psotny Skrzat                 | Psotny Skrzat                   | Lutin taquin                     | Skrzat                                       |
|                  |    |                               |                                 |                                  |                                              |
| 22.11.2006       | 43 | Gdzie jesteś Święty Mikołaju? | Marcin ratuje Świętego Mikołaja | Où es-tu Père Noël?              | Święty Mikołaj                               |
|                  |    |                               |                                 |                                  |                                              |
| 22.11.2006       | 44 | Marcin klaun                  | Marcin klaun                    | Vilain petit canard              | Klaun                                        |
|                  |    |                               |                                 |                                  |                                              |
| 23.11.2006       | 45 | Trzy i pół pracy Marcillesa   | Zeus wystawia Marcina na próbę  | Martin t'soin t'soin!            | Herkules                                     |
|                  |    |                               |                                 |                                  |                                              |
| 23.11.2006       | 46 | Dopóki piłka w grze           | Dopóki piłka w grze             | Trois travaux et demi            | Piłkarz                                      |
|                  |    |                               |                                 |                                  |                                              |
| 24.11.2006       | 47 | Słodki potwór                 |                                 | Dans la lucarne                  | Potwór                                       |
|                  |    |                               |                                 |                                  |                                              |
| 24.11.2006       | 48 | Ale cyrk                      |                                 | Monstrueusement vôtre            |                                              |
|                  |    |                               |                                 |                                  |                                              |
| 27.11.2006       | 49 | Cześć Pajacyku                |                                 | Arène d’un jour                  |                                              |
|                  |    |                               |                                 |                                  |                                              |
| 27.11.2006       | 50 | Bałwan                        | Bałwan w saunie                 | Salut pantin                     | Bałwan                                       |
|                  |    |                               |                                 |                                  |                                              |
| 28.11.2006       | 51 | Brzydkie kaczątko             | Brzydkie kaczątko               | Sacré bonhomme                   | Kaczor                                       |
|                  |    |                               |                                 |                                  |                                              |
| 28.11.2006       | 52 | Operacja lód                  |                                 | Opération glaçon                 |                                              |
|                  |    |                               |                                 |                                  |                                              |
| SERIA DRUGA      |    |                               |                                 |                                  |                                              |
|                  |    |                               |                                 |                                  |                                              |
|                  | 53 |                               | Marcin prowadzi śledztwo        | Martin mène l'enquête            | Detektyw                                     |
|                  |    |                               |                                 |                                  |                                              |
|                  | 54 |                               | Żarty z Cierpkiego              | Mauvaise bague pour Grindsel     | Przenikanie przez ściany                     |
|                  |    |                               |                                 |                                  |                                              |
|                  | 55 |                               | Ratunku, krokodyle!             | Ah les crocodiles!               | Indiana Jones                                |
|                  |    |                               |                                 |                                  |                                              |
|                  | 56 |                               | Marcin i Syrena                 | Martin et la sirène              | Nurek                                        |
|                  |    |                               |                                 |                                  |                                              |
|                  | 57 |                               | Niewidzialny Marcin             | Bonjour Madame la Fée            | Duch                                         |
|                  |    |                               |                                 |                                  |                                              |
|                  | 58 |                               |                                 | Un Martin... très effacé!        |                                              |
|                  |    |                               |                                 |                                  |                                              |
|                  | 59 |                               | Marcinoramix                    | Martin alchimiste                | Druid                                        |
|                  |    |                               |                                 |                                  |                                              |
|                  | 60 |                               | Wódz siuksów Marcin             | Martin est sioux                 | Wódz Siuksów                                 |
|                  |    |                               |                                 |                                  |                                              |
|                  | 61 |                               | Marcin Reporter                 | Martin reporter                  | Reporter                                     |
|                  |    |                               |                                 |                                  |                                              |
|                  | 62 |                               | Marcin Przewidujący             | Martin devine tout               |                                              |
|                  |    |                               |                                 |                                  |                                              |
|                  | 63 |                               |                                 | Martin soigne son gauche!        |                                              |
|                  |    |                               |                                 |                                  |                                              |
|                  | 64 |                               |                                 | Martin fou du Roi                |                                              |
|                  |    |                               |                                 |                                  |                                              |
|                  | 65 |                               |                                 | Martin et la classe tous risques |                                              |
|                  |    |                               |                                 |                                  |                                              |
|                  | 66 |                               | Marcin Wierszokleta             | En vers et contre tous           |                                              |
|                  |    |                               |                                 |                                  |                                              |
|                  | 67 |                               |                                 | Sale temps pour Sultan           |                                              |
|                  |    |                               |                                 |                                  |                                              |
|                  | 68 |                               | Dzień dobry, Tarzanie           | Tarzan de bon matin              | Tarzan                                       |
|                  |    |                               |                                 |                                  |                                              |
|                  | 69 |                               |                                 | Aux marches du palais            |                                              |
|                  |    |                               |                                 |                                  |                                              |
|                  | 70 |                               | Dobry książę Marcin             | Martin est bon prince!           |                                              |
|                  |    |                               |                                 |                                  |                                              |
|                  | 71 |                               | Marcin w przyszłości            | Martin a de l'avenir             |                                              |
|                  |    |                               |                                 |                                  |                                              |
|                  | 72 |                               | Odysea Marcina                  | Quelle Odyssée!                  |                                              |
|                  |    |                               |                                 |                                  |                                              |
|                  | 73 |                               | Marcin Żołnierzyk               | Martin est bon soldat            | Żołnierzyk                                   |
|                  |    |                               |                                 |                                  |                                              |
|                  | 74 |                               |                                 | Tout sourit à Martin!            |                                              |
|                  |    |                               |                                 |                                  |                                              |
|                  | 75 |                               |                                 | Le couvre-chef magique           |                                              |
|                  |    |                               |                                 |                                  |                                              |
|                  | 76 |                               | Strzeżcie się mumii             | Martin momie                     | Mumia                                        |
|                  |    |                               |                                 |                                  |                                              |
|                  | 77 |                               | Marcin niczego się nie boi      | Martin n'a peur de rien          |                                              |
|                  |    |                               |                                 |                                  |                                              |
|                  | 78 |                               |                                 | Zizanie dans le cosmos           |                                              |
|                  |    |                               |                                 |                                  |                                              |